# Jan Bosman
Johannes Wilhelmus Bosman –conocido como Jan Bosman– (27 de noviembre de 1945 – 28 de septiembre de 1992) fue un deportista neerlandés que compitió en judo. Ganó una medalla de plata en el Campeonato Europeo de Judo de 1972 en la categoría de –93 kg.
Participó en los Juegos Olímpicos de Múnich 1972, donde finalizó undécimo en la categoría de –93 kg.

## Palmarés internacional
| Campeonato Europeo | Campeonato Europeo      | Campeonato Europeo | Campeonato Europeo |
| Año                | Lugar                   | Medalla            | Categoría          |
| ------------------ | ----------------------- | ------------------ | ------------------ |
| 1972               | Voorburg (Países Bajos) | Medalla de plata   | –93 kg             |